# Djakotomey
Djakotomey è una città situata nel dipartimento di Kouffo nello Stato del Benin con 114 667 abitanti (stima 2006).